# (14466) Hodge
(14466) Hodge (1993 OY2) – planetoida z pasa głównego asteroid okrążająca Słońce w ciągu 4,23 lat w średniej odległości 2,61 j.a. Odkryta 25 lipca 1993 roku.